# 崇华公主
崇华公主（?—?），是中国五代十国后蜀开国皇帝高祖孟知祥之女，《资治通鉴》作孟知祥之妹褒国公主。
崇华公主嫁给了太原人伊延瓌。伊延瓌历任陵州、嘉州、眉州刺史。而崇华公主所生的儿子伊審徵从小同后蜀后主孟昶关系亲密，担任云安榷盐使。951年为通奏使，知枢密院事，孟昶大小政事都向他咨询。伊審徵贪婪奢侈，与王昭远内外勾结，后蜀因此渐衰。